# Kristin Armstrong
Kristin Ann Armstrong (Boise, 11 de agosto de 1973) é uma ciclista profissional norte-americana e três vezes medalhistas de ouro olímpico.
Representou sua nação nos Jogos Olímpicos de Verão de 2004, 2008, 2012 e 2016.